# 耳念珠菌
耳念珠菌（学名：Candida auris）是一种真菌，它首次发现于2009年，是在日本东京都老年医院一位70岁的日本女性的耳道中分离出来的。耳念珠菌可引起侵袭性念珠菌病，如念珠菌菌血症、心包炎、泌尿道感染和肺炎等。念珠菌是廣泛存在自然環境的真菌，常見於口腔、消化道、皮膚及女性陰道。通常情况下，免疫系统较弱的患者容易感染耳念珠菌，健康人通常不会感染耳念珠菌，因此耳念珠菌对于普通公众的健康威胁较低。它能够长期存活在患者、医护人员的皮肤表面以及医院设施表面。由于其多重耐药性、致死性高、感染诊断困难，它被称为“超级真菌”。目前，美国疾病控制与预防中心已将耳念珠菌列入“紧急威胁”名单。耳念珠菌的生物源头暂不清楚，自然环境中目前还分离不到该菌，国际同行推测该菌是近年来进化出来的、能快速地适应并定植于人体的新物种。全基因组测序揭示出其具有不同大陆和次大陆上真菌的遗传分离，其中包括东亚、南亚、南美、南非。

## 物种特征

### 表型特性
耳念珠菌通常为单倍体，在沙氏琼脂培养基上是白色或奶油色的光滑菌落，在显微镜中细胞呈现为椭圆形。该菌株在40摄氏度下生长良好，但在42摄氏度时表现出缓慢和微弱的生长。耳念珠菌的英文名称auris，是拉丁语中耳朵的意思。

### 基因组
耳念珠菌基因组大小为12.3–12.5Mb, G+C含量为44.53%–44.8%。耳念珠菌基因组中, 主要协助转运蛋白超家族和ABC转运蛋白家族与白色念珠菌同源，这可能是耳念珠菌耐药机制之一。

## 临床意义
耳念珠菌是念珠菌中为数不多能够让人类感染侵袭性念珠菌病的真菌，可以侵入血液，感染心脏、脑等人体重要器官。通常情况下，耳念珠菌主要感染免疫系统较弱或免疫抑制的患者，如体弱的老年人、新生儿、糖尿病患者、重症监护室患者及术后患者等，对正常免疫力的健康人群发生感染的风险较低。目前，耳念珠菌大多数菌株对氟康唑耐药，不同菌株对其他的抗真菌耐药性存在差异。在美国，约90％的菌株对氟康唑具有抗性，30％对两性霉素B具有抗性，5％对抗棘白菌素具有抗性。对于多重耐药性的病例，可使用高剂量多种抗真菌药联合治疗。

## 歷史

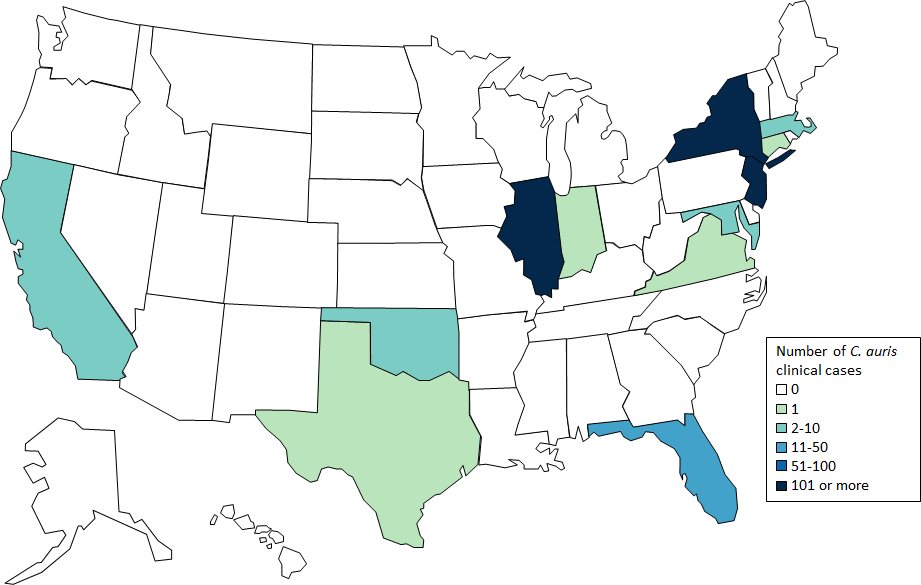
2019年美國耳念珠菌疫情

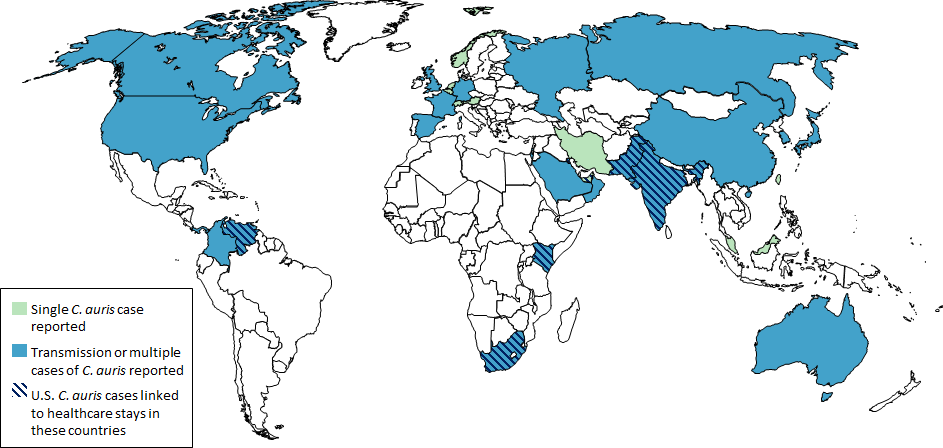
2019年全球耳念珠菌疫情

耳念珠菌菌株最早是由東京都健康長壽醫療中心從一名70歲日本婦女的耳道中採集，並經米卡芬淨此種抗真菌藥篩選而得。後續的支序分析顯示該菌株為念珠菌屬的一個未曾描述過的物種。
2011年，韓國發表了第一篇關於耳念珠菌感染的病例報告。該研究一共報導了三個病例，其中兩例來自於2009年其他研究獲取的樣本，一例則是從1996年保存下來的樣本。所有病例都曾發生過持續性菌血症，而其中兩例最後死於併發症。值得注意的是此次病例報告一開始使用標準檢驗流程，鑑定出來卻是 Candida haemulonii 和 Rhodotorula glutinis，直到後來使用序列分析才證實為耳念珠菌。
2009年至2011年間，印度德里的兩家醫院又報導了12例病例。
截至2019年2月，澳大利亞、奧地利、比利時、加拿大、中國、哥倫比亞、法國、德國、印度、伊朗、以色列、日本、肯亞、科威特、馬來西亞、荷蘭、挪威、阿曼、巴基斯坦、巴拿馬、俄羅斯、沙烏地阿拉伯、新加坡、南非、南韓、西班牙、瑞士、台灣、阿拉伯聯合大公國、英國、美國、委內瑞拉皆已有病例報導。2019年6月，香港首次驗出耳念珠菌，但不屬感染，沒有病徵；但2022年10月在伊利沙伯醫院爆發感染群組；2023年3月24日，香港九龍醫院爆發耳念珠菌個案組群。